# Edemir Pinto
Edemir Pinto é um empresário brasileiro. Foi o presidente da BM&FBovespa, (atual B3) com atuação de mais de 30 anos no mercado financeiro. Participou diretamente da fusão da BM&FBovespa com a Cetip, em março de 2017. Após a fusão que originou a B3, Edemir Pinto deixou a presidência da BM&FBovespa e passou a atuar no setor imobiliário.